# جغرافیای جمهوری کنگو

موقعیت جمهوری کنگو در مرکز آفریقا.

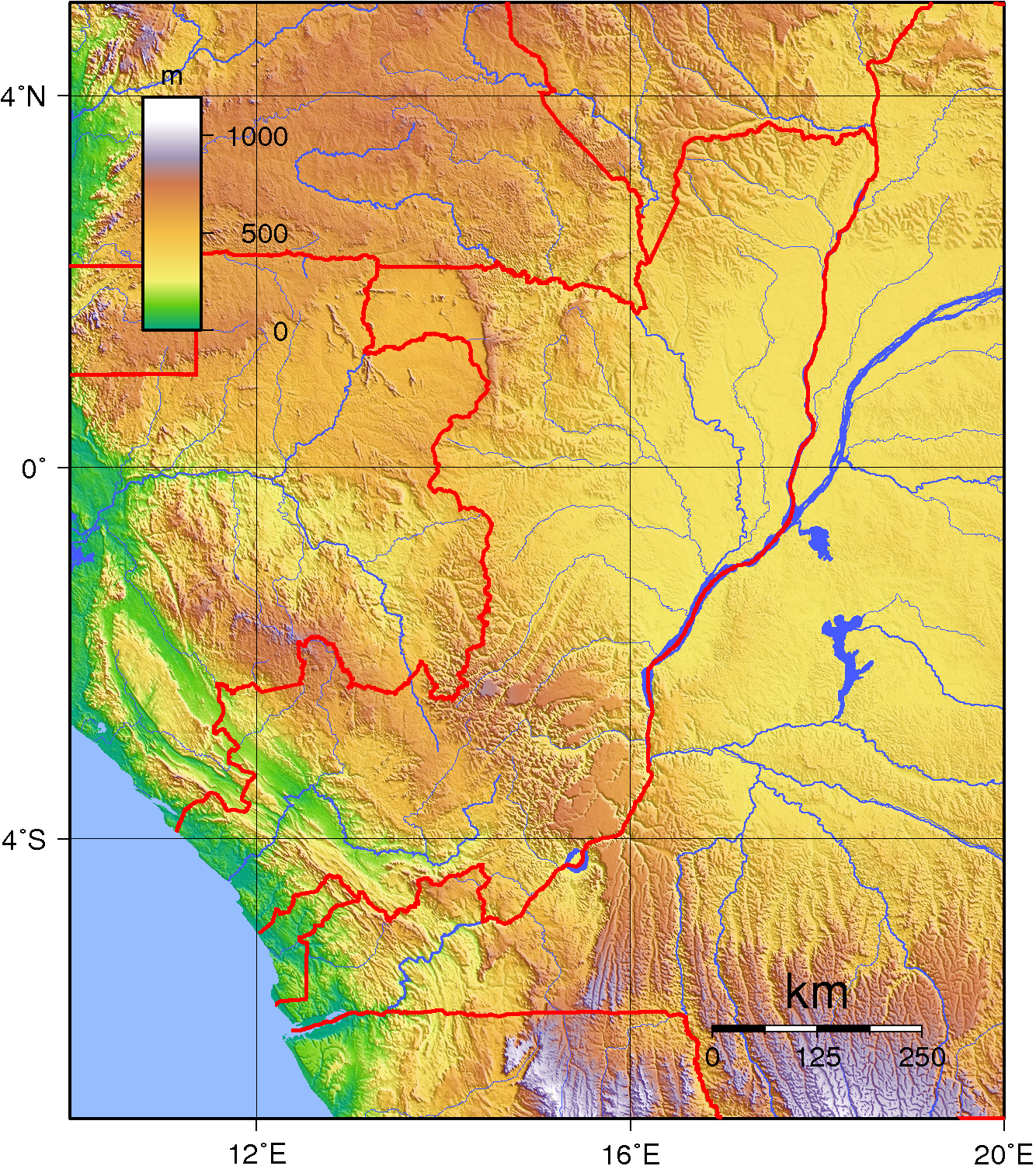
نقشه ناهمواری‌های جمهوری کنگو.

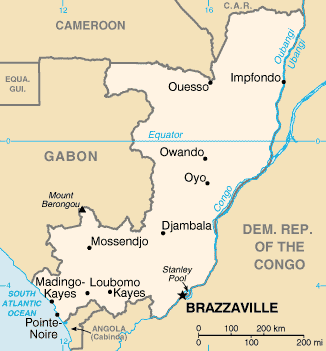
نقشه سیاسی جمهوری کنگو.

جمهوری کنگو در بخش غربی مرکز آفریقا واقع شده‌است. این کشور که در خط استوا قرار دارد، از جنوب با برون‌بوم کابیندا متعلق به کشور آنگولا (۲۳۱ کیلومتر)، از جنوب و شرق با جمهوری دموکراتیک کنگو (۱۲۲۹ کیلومتر)، از سمت شمال با جمهوری آفریقای مرکزی (۴۸۷ کیلومتر) و از غرب با کامرون (۴۹۴ کیلومتر) و گابن (۲۵۶۷ کیلومتر) همسایه است.
جمهوری کنگو در کنار اقیانوس اطلس ۱۶۹ کیلومتر ساحل و چندین بندر مهم دارد. مساحت جمهوری کنگو ۳۴۲۰۰۰ کیلومتر مربع است که ۳۴۱۵۰۰ کیلومتر مربع آن خشکی و ۵۰۰ کیلومتر مربع آن آب است. کنگو مدعی ۲۰۰ مایل دریایی (۳۷۰ کیلومتر) از دریای سرزمینی است.
پایتخت جمهوری کنگو برازاویل است که بر روی رود کنگو و بلافاصله روبروی کینشاسا، پایتخت جمهوری دموکراتیک کنگو واقع شده‌است. برازاویل با جمعیت کلان‌شهری تقریباً ۱٫۵ میلیون نفر، با اختلاف بسیار زیاد بزرگ‌ترین شهر جمهوری است و تقریباً دو برابر پوینت نوآر، دومین شهر بزرگ کشور، جمعیت دارد. حدود ۷۰ درصد از جمعیت در برازاویل، پوینت نوآر یا در امتداد راه‌آهن بین آنها زندگی می‌کنند.
برازاویل، شهری با بیش از ۹۰۰ هزار نفر جمعیت، در کرانه شمالی رودخانه کنگو، ۳۱۵ مایلی از اقیانوس اطلس و ۴٫۲۵ درجه جنوب خط استوا قرار دارد. این شهر که توسط یک گرم‌دشت وسیع از مراتع مرتفع و بیشه‌های سبز تیره از درختان کم‌ارتفاع احاطه شده‌است، با ارتفاع ۱۰۴۳ فوتی نسبتاً هموار است.

## جغرافیای طبیعی
چشم‌انداز طبیعت کنگو تنوعی است از دشت‌های ساحلی، مناطق کوهستانی، فلات‌ها و دره‌های حاصلخیز. حدود ۷۰ درصد از مساحت کشور را جنگل‌های بارانی پوشانده‌است. بلندترین نقطه کشور کوه نابمبا، با ارتفاع ۱۰۲۰ متر در کوهستان مایومبه است.
در امتداد اقیانوس اطلس، دشتی ساحلی به عرض ۶۴ کیلومتر به طول حدود ۱۶۰ کیلومتر بین گابن و کابیندا امتداد دارد. این دشت به تدریج از دریا به سمت شرق به سمت توده مایومبه، یک رشته‌کوه کم ارتفاع که به موازات ساحل است، افزایش می‌یابد. قله‌های میومبه ناهموارند و با دره‌های عمیق رودخانه از هم جدا شده‌اند. در این میان، کوه برونگو به ارتفاع ۹۰۳ متر می‌رسد.
در شرق کوهستان مایومبه، دره نیاری قرار دارد که یک فرورفتگی ۲۰۰ کیلومتری است و از لحاظ تاریخی به عنوان یک گذرگاه مهم بین فلات‌های داخلی و ساحل عمل کرده‌است. به سمت شمال، دره به تدریج به سمت کوهستان چایلو بالا می‌رود که در مرز گابن به ارتفاعات بین ۴۹۰ تا ۱۶۰۰ متر می‌رسد. در جنوب، فرورفتگی ارتفاع می‌گیرد و تبدیل به فلات کاتاراکت می‌شود.
رودهای اصلی کشور، رود کنگو در مرز جمهوری دموکراتیک کنگو و رودخانه کوئیلو-نیاری هستند. شبکه زهکشی کشور تحت سلطه رودخانه کنگو است. شاخه شمالی اصلی کنگو، رودخانه اوبانگی، از جمهوری آفریقای مرکزی به سمت جنوب جریان دارد و مرز شرقی کشور را تا شهر لیرانگا تشکیل می‌دهد.
وجود تندآب‌ها رودخانه کنگو را از برازاویل تا اقیانوس اطلس غیرقابل کشتیرانی کرده‌است. در شمال شرق، رودخانه به شکل حوضه‌ای به نام استنلی درمی‌آید گسترش می‌یابد که ۱۵ مایل عرض دارد و پر از جزایر کوچک (در طول فصل خشک) است. از برازاویل به سمت داخله کشور، رودخانه تا ۱۰۰۰ مایل قابل کشتیرانی می‌شود. کالاهایی که به بندر پوینت نوآر در اقیانوس اطلس می‌رسند از طریق راه‌آهن یا کامیون به برازاویل حمل می‌شوند که به دلیل موقعیتش در بالای تنداب‌ها، یک نقطه ترانزیت تجاری و مسافری به سمت شمال است.

## آب‌وهوا
جمهوری کنگو کشوری استوایی است، یعنی آب و هوای گرمسیری دارد. فصل مرطوب از مارس تا ژوئن و فصل خشک در بقیه سال ادامه دارد. دما و رطوبت مانند همه کشورهای گرمسیری بالاست. رودخانه‌های کشور به صورت فصلی پرآب هستند.
رطوبت هوا در فصل بارندگی زیاد است و دما می‌تواند تا ۳۱ درجه سانتی‌گراد افزایش یابد. رطوبت و دما در فصل خشک کمتر است و از ۲۵ درجه سانتی‌گراد تا ۲۸ درجه سانتی‌گراد متغیر است.